# Annie Potts
Anne Hampton 'Annie' Potts (Nashville (Tennessee), 28 oktober 1952) is een Amerikaanse actrice en filmproducente.

## Biografie
Potts werd geboren in Nashville (Tennessee) en groeide op in Franklin (Kentucky), waar zij haar high school heeft doorlopen aan de Franklin-Simpson High School. Potts heeft haar bachelor of fine arts in theaterwetenschap gehaald aan de Stephens College in Columbia (Missouri). Op deze school is zij een gastdocente in drama.
Potts is samen met haar vierde echtgenoot, met wie ze twee zonen heeft. Daarnaast heeft ze ook nog een zoon met haar derde echtgenoot.

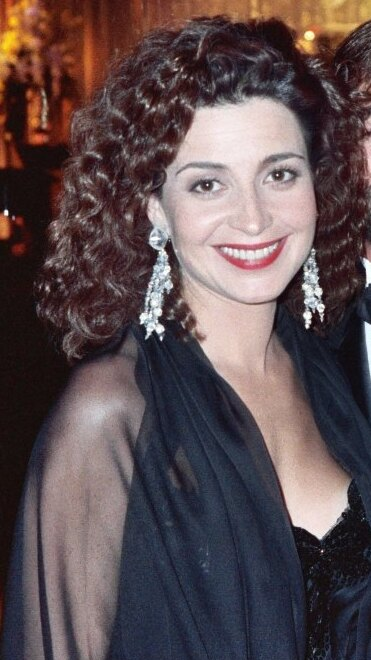
Potts tijdens de 41e Primetime Emmy Awards in 1989

## Filmografie

### Films
Selectie:
- 2024: Ghostbusters: Frozen Empire - als Janine Melnitz
- 2021: Ghostbusters: Afterlife - als Janine Melnitz
- 2019: Toy Story 4 – als Bo Peep (stem)
- 2016: Ghostbusters - als Desk Clerk
- 2008: Queen Sized – als Joan Baker
- 2004: Elvis Has Left the Building – als Shirl
- 1999: Toy Story 2 – als Bo Peep (stem)
- 1995: Toy Story – als Bo Peep (stem)
- 1990: Texasville – als Karla Jackson
- 1989: Ghostbusters II – als Janine Melnitz
- 1989: Who's Harry Crumb? – als Helen Downing
- 1986: Jumpin' Jack Flash – als Liz Carlson
- 1986: Pretty in Pink – als Iona
- 1984: Ghostbusters – als Janine Melnitz

### Televisieseries
Uitgezonderd eenmalige gastrollen.
- 2017 - 2023 Young Sheldon - als Connie 'Meemaw' Tucker - 119 afl.
- 2021 I Heart Arlo - als Edmée (stem) - 6 afl.
- 2020 The Rocketeer - als Scarlett Secord (stem) - 2 afl.
- 2017 - 2019 Welcome to the Wayne - als Olympia Timbers - 4 afl.
- 2013 - 2018 The Fosters - als Sharon Elkin - 11 afl.
- 2016 Royal Pains - als mrs. Sacani - 2 afl.
- 2015-2016 Chicago Med - als Helen - 5 afl.
- 2012 Animal Practice - als Virginia Coleman - 2 afl.
- 2012 GCB – als Gig Stopper – 10 afl.
- 2010 Marry Me – als Vivienne Carter – 2 afl.
- 2005 – 2009 Law & Order: Special Victims Unit – als Sopjie Devere – 4 afl.
- 2007 Men in Trees – als Mary Alice O'Donnel – 4 afl.
- 2004 – 2005 Joan of Arcadia – als Lucy Preston – 11 afl.
- 2004 Huff – als Doris Johnson – 4 afl.
- 1998 – 2002 Any Day Now – als Mary Elizabeth Sims – 88 afl.
- 1997 Over the Top – als Hadley Martin – 12 afl.
- 1996 Dangerous Minds – als Louanne johnson
- 1993 – 1995 Love & War – als Dana Palladino – 44 afl.
- 1986 – 1993 Designing Women – als Mary Jo Shively – 163 afl.
- 1983 – 1986 Magnum, P.I. – als Tracy Spencer – 2 afl.
- 1980 Goodtime Girls – als Edith Bedelmeyer – 13 afl.
- 1977 Busting Loose – als Helene – 3 afl.

### Filmproducente
- 1997 Over the Top – televisieserie – 12 afl.

### Computerspellen
- 2016 Disney Magic Kingdom - als Bo Peep
- 2010 Toy Story 3: The Video Game – als Bo Peep
- 2009 Ghostbusters – als Janine Melnitz
- 1999 Toy Story 2 – als Bo Peep

- Bibliothèque nationale de France: cb14217174s (data)
- Gemeinsame Normdatei: 1106895169
- International Standard Name Identifier: 0000 0001 1716 3891
- Library of Congress Control Number: no97049479
- MusicBrainz: eec7107a-a6cb-418c-940e-a512119c4b82
- Système universitaire de documentation: 219435154
- Virtual International Authority File: 164110650